# Cyathea auriculata
Cyathea auriculata är en ormbunkeart som beskrevs av Tard. Cyathea auriculata ingår i släktet Cyathea och familjen Cyatheaceae. Inga underarter finns listade.